# Leucoptera albella
Leucoptera albella (tên tiếng Anh: Cottonwood Leaf Miner) là một loài bướm đêm thuộc họ Lyonetiidae. Nó được tìm thấy ở Bắc Mỹ và có lẽ hiện diện khắp nơi có trồng cây bông.
Ấu trùng ăn Populus deltoides. Chúng ăn lá nơi chúng làm tổ. 